# Hark Olufs
Hark Olufs (født i juli 1708 i Sydtorp på Amrum, død 13. oktober 1754 sammesteds) var en nordfrisisk søfarer. 
Hark Olufs er født i Sydtorp (nordfrisisk: Sössaarep, tysk: Süddorf) på den nordfrisiske ø Amrum på Sønderjyllands vestkyst som søn af kaptajnen Oluf Jensen. Som ung mand blev han i 1724 kidnappet af algeriske sørøvere og solgt som slave i Constantine i Algeriet. Han blev lakai (livrist) hos beyen af Constantine og konverterede sandsynligvis til islam. Som voksen opnåede han at blive finansminister i den algerske provins Constantine (Gasnadal) og kommandør for livgarden. I 1732 blev han kavaleriets øverstkommanderende (Agha ed-Deira). I 1735 deltog han som officier i krigen mod Tunis. Samme år fik han lov til at købe sig fri og rejsen gik nu hjemad til Amrum.
Hjemme udgav Olufs i 1747 sin selvbiografi, hvori han på dansk beskrev, hvordan han blev kidnappet af pirater og solgt som "slave" i Algier. Selvbiografien har den lange titel: Hark Olufs besynderlige Avanturer eller forunderlige Skiebne i Tyrkiet. Samt hans lykkelige hjemkomst derfra til sit Fædreland Øen Amrom, i Riber Stift
Han døde den 13. oktober 1754 i sin hjemby Süddorf. Teksten på Harks gravsten er en biografisk genfortælling af hans eventyrlige liv.